# هيلدا بوين
هيلدا بوين (بالإنجليزية: Hilda Bowen)‏ هي مسؤولة وممرضة باهاماسية، ولدت في 12 أكتوبر 1923 في ناساو في باهاماس، وتوفي بنفس المكان في 2002.